# Abu Hashim al-Hasan
Abu Hashim al-Hasan (mort en 1040) était un imam de l'État zaïdite au Yémen qui a régné sur une partie du haut plateau yéménite en 1031-1040.
Abu Hashim al-Hasan était un descendant de la cinquième génération d'al-Qasim al-Rassi (m. 860), figure de proue théologique de l'islam zaydiyyah. En 1031, l'année qui suivit la mort violente de l'ancien imam al-Mu'id li-Din Illah, il revendiqua l'imamat. L'un des grands de la région, Ibn Abi Hashid, s'enfuit, tandis qu'un autre, Nunsur bin Abi'l-Futuh, se soumet. L'autorité d'Abu Hashim à San'a dura jusqu'en 1037, date à laquelle il fut expulsé par les tribus de Hamdan. Les Hamdanites invitent ensuite Ja'far, frère du vieil imam al-Mahdi al-Husayn, à gouverner la ville en tant qu'émir. Les années suivantes ont été marquées par des contestations de San'a, et Abu Hashim a pu reprendre le contrôle de la place commercialement importante pour une courte période. Après avoir perdu définitivement la ville, il se retire à Sa'dah, dans le nord, qui était l'ancien bastion des Zaydiyyah. Abu Hashim, soumis à une forte pression, meurt en 1040. Un nouveau prétendant, Abu'l-Fath an-Nasir ad-Dailami, arriva de Perse, probablement avant la mort d'Abu Hashim. Après avoir proclamé sa da'wa (appel à l'imamat), il s'empara de Sa'dah et de San'a quelques années plus tard, en 1046,.